# 京都市立勧修小学校
京都市立勧修小学校（きょうとしりつ かんしゅうしょうがっこう）は、京都府京都市山科区勧修寺東栗栖野町にある公立小学校。

## 概要
宇治郡第一小学校（現：京都市立醍醐小学校）と並ぶ京都府郡部で初の小学校として、1872年3月13日（明治5年2月5日）に宇治郡勧修寺村立組合小学校の名称で開校した。校名は、地名「勧修寺」の他に古語「勧学修身」にも由来すると言われる。1965年（昭和40年）には全校児童数が3,400名を超える日本でも有数のマンモス校であった。当時、一教室の児童が40名以上で一学年のクラスが13組も存在していたため、3つの分校（大宅・百々・小野）が新たに開校した。しかし、その後の少子化に伴い、2021年（令和3年）時点での在籍児童数は428名となっている。

## 沿革

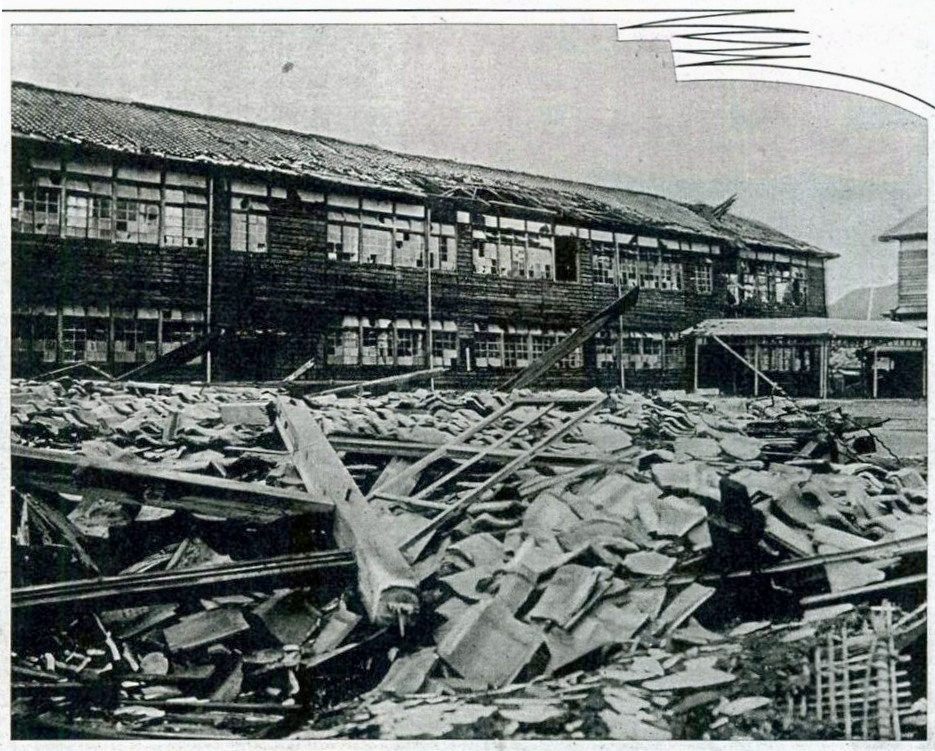
室戸台風で倒壊した校舎
(「歴史写真」1934年11月号)

- 1872年3月13日（明治5年2月5日） - 勧修寺境内の山階宮御殿（現：明正殿）の一部を借用し、宇治郡勧修寺村立組合小学校として開校[1]。
  - 10月25日（旧暦9月23日） - 9月4日に公布された学制制度下における学校として再度開校式を行う。勧修寺・小野・西野山・栗栖野・北小栗栖の五ヶ村が学区として定められる[3]。
- 1880年（明治13年）9月 - 椥辻村を山階学区から編入[4]。
- 1811年（明治14年）6月 - 勧修公立小学校と改称[5]。
- 1882年（明治15年）6月 - 新校舎を建設し、現在地に移転。大宅・椥辻・川田・上花山の四ヶ村を山階学区から編入し、北小栗栖を醍醐学区に移して八ヶ村となる[6]。
- 1887年（明治20年）6月 - 宇治郡勧修尋常小学校と改称[7]。
- 1892年（明治25年）9月8日 - 校内に宇治郡勧修高等小学校を併置[8]。
- 1898年（明治31年）1月 - 尋常小学校と高等小学校を統合し、宇治郡勧修尋常高等小学校と改称[9]。
- 1899年（明治32年）5月 - 校舎を増築[9]。
- 1903年（明治36年）6月 - 生徒数の増加に伴って校舎を改築[10]。
- 1906年（明治39年）4月 - 校庭南側に校舎を増築[11]。
- 1910年（明治43年）4月 - 初めて6学年を置く[11]。
- 1914年（大正3年）1月 - 山階宮家から下賜された教育基金で講堂を新設[12]。
- 1918年（大正7年）9月 - 校旗を新調。校歌を制定[13]。
- 1931年（昭和6年）4月1日 - 山科町が京都市東山区へ編入されたことに伴い、京都市立勧修尋常高等小学校と改称。
- 1933年（昭和8年）11月10日 - 本館が竣工[14]。
- 1934年（昭和9年）9月21日 - 室戸台風により講堂が全壊、21教室が半壊したものの、教職員の機敏な対応により、死者・重傷者は発生しなかった[15]。
- 1936年（昭和11年）11月11日 - 室戸台風の被害を受けた講堂・校舎の改築が完成[16]。
- 1941年（昭和16年）4月 - 京都市立勧修国民学校に改称[17]。校庭にクスノキが植樹される[18]。
- 1943年（昭和18年）10月6日 - 理科室より出火し、校舎2棟が全焼。講堂・本館・勧修寺・勧修寺公会堂を充て、分散して授業を行う[19]。
- 1944年（昭和19年）4月15日 - 仮設校舎が完成[20]。
- 1945年（昭和20年）11月24日 - 校舎2棟が再建され、落成式が行われる[21]。
- 1947年（昭和22年）4月1日 - 京都市立勧修小学校と改称。高等科を廃止[22]。
  - 6月 - 勧修小学校育友会（PTA）が発足[22]。
- 1950年（昭和25年）9月3日 - ジェーン台風により校舎の瓦や窓ガラスが被害を受ける[23]。
- 1952年（昭和27年）9月28日 - 創立80周年記念式典が挙行される[23]。
- 1957年（昭和32年） - 児童数が初めて1,000名を超える[24]。
  - 4月22日 - 給食室が竣工[25]。
- 1961年（昭和36年） - 運動場が拡張される[26]。
- 1962年（昭和37年）9月29日 - 創立90周年記念式典が挙行される。校旗を新調[27]。
- 1963年（昭和38年）7月11日 - 鉄筋三階建て校舎が竣工[28]。
- 1967年（昭和42年）12月6日 - プールが竣工[29]。
- 1968年（昭和43年）3月30日 - 鉄筋三階建て校舎（北校舎新館）が竣工[29]。
- 1970年（昭和45年）4月1日 - 大宅分校が開校[30]。
- 1971年（昭和46年）4月1日 - 大宅分校が京都市立大宅小学校として独立開校[31]。
  - 4月23日 - 本館の改築工事が完成[32]。
- 1972年（昭和47年）9月28日 - 創立100周年記式典が挙行される[32]。
- 1973年（昭和48年）4月1日 - 西分校が開校[33]。
- 1974年（昭和49年）4月1日 - 西分校が京都市立百々小学校として独立開校[34]。
- 1978年（昭和53年）4月1日 - 南分校が開校[35]。
- 1979年（昭和54年）4月1日 - 南分校が京都市立小野小学校として独立開校[36]。
- 1982年（昭和57年）9月28日 - 体育館落成・創立110周年記念式典が挙行される[37]。
- 1985年（昭和60年）5月 - フレンドリー活動推進校となる[38]。
- 1988年（昭和63年）8月 - 旧講堂が解体される[39]。
- 1990年（平成2年）3月27日 - 講堂跡地に「勧修グリーンランド」が完成[40]。
- 1992年（平成4年）10月18日 - 創立120周年式典が挙行される[41]。
- 1995年（平成7年）9月 - コンピュータ室を新設[42]。
- 1996年（平成8年）8月 - 高学年図書室・職員室に空調機を設置[42]。
- 1998年（平成10年）7月 - 学校ふれあいサロン事業が開始[42]。
- 1999年（平成11年）8月 - 運動場を全面改修[43]。
- 2001年（平成13年）4月1日 - 育成学級を新設[43]。
  - 8月 - 平成13・14年度の文部科学省「子どもセンター事業」の指定校となる[43]。
- 2002年（平成14年）3月31日 - 「学校グリーンベルト事業」工事と東門改修工事が完了[44]。 
  - 9月28日 - 創立130周年記念式典が挙行される[44]。
- 2003年（平成15年）3月28日 - 「水辺のビオトープ」を新設[45]。
- 2004年（平成16年）4月1日 - 2学期制を導入[45]。
- 2005年（平成17年）12月20日 - 動物飼育小屋が完成[46]。
- 2005年（平成18年）8月 - 北・南校舎の冷房化工事が完了[46]。
- 2007年（平成19年）10月9日 - 放課後まなび教室を開設[46]。
- 2009年（平成21年）5月15日 - 勧修おやじの会が発足[47]。
  - 11月5日 - 教育功労賞学校賞を受賞[48]。
- 2012年（平成24年）9月28日 - 創立140周年記念式典が挙行される[49]。
- 2015年（平成17年）2月18日 - 勧修小学校学校運営協議会が発足[50]。
- 2018年（平成30年）4月1日 - 3学期制を再導入。
  - 12月16日 - 体育館リニューアル記念祝典が挙行される[51]。
- 2022年（令和4年）9月24日 - 創立150周年記念式典が挙行される[5]。

## 通学区域
- 山科区
  - 勧修寺柴山、勧修寺堂田、勧修寺西金ケ崎、勧修寺西栗栖野町、勧修寺東栗栖野町、栗栖野打越町、栗栖野狐塚、栗栖野中臣町、栗栖野華ノ木町、椥辻池尻町（外環状線以西）、椥辻草海道町（外環状線以西）、椥辻中在家町（外環状線以西）、椥辻西浦町、椥辻西潰、椥辻番所ヶ口町、椥辻東浦町（外環状線以西）、椥辻東潰（外環状線以西）、椥辻平田町、椥辻封シ川町、西野山中臣町（旧安祥寺川以東）、西野山中鳥井町（大石街道以東）

卒業生は基本的に京都市立勧修中学校へ進学する。

## 周辺
- 京都市立勧修中学校
- 中臣遺跡
- 坂上田村麻呂墓
- 大石神社
- 折上稲荷神社
- 山科区総合庁舎
- 京都勧修寺郵便局
- 勧修寺
- 勧修寺公園
- 山科川
  - 旧安祥寺川